# Ford Ranchero (Argentyna)
Ford Ranchero – samochód dostawczo-osobowy typu pickup klasy średniej produkowany pod amerykańską marką Ford w latach 1962–1991.

## Historia i opis modelu

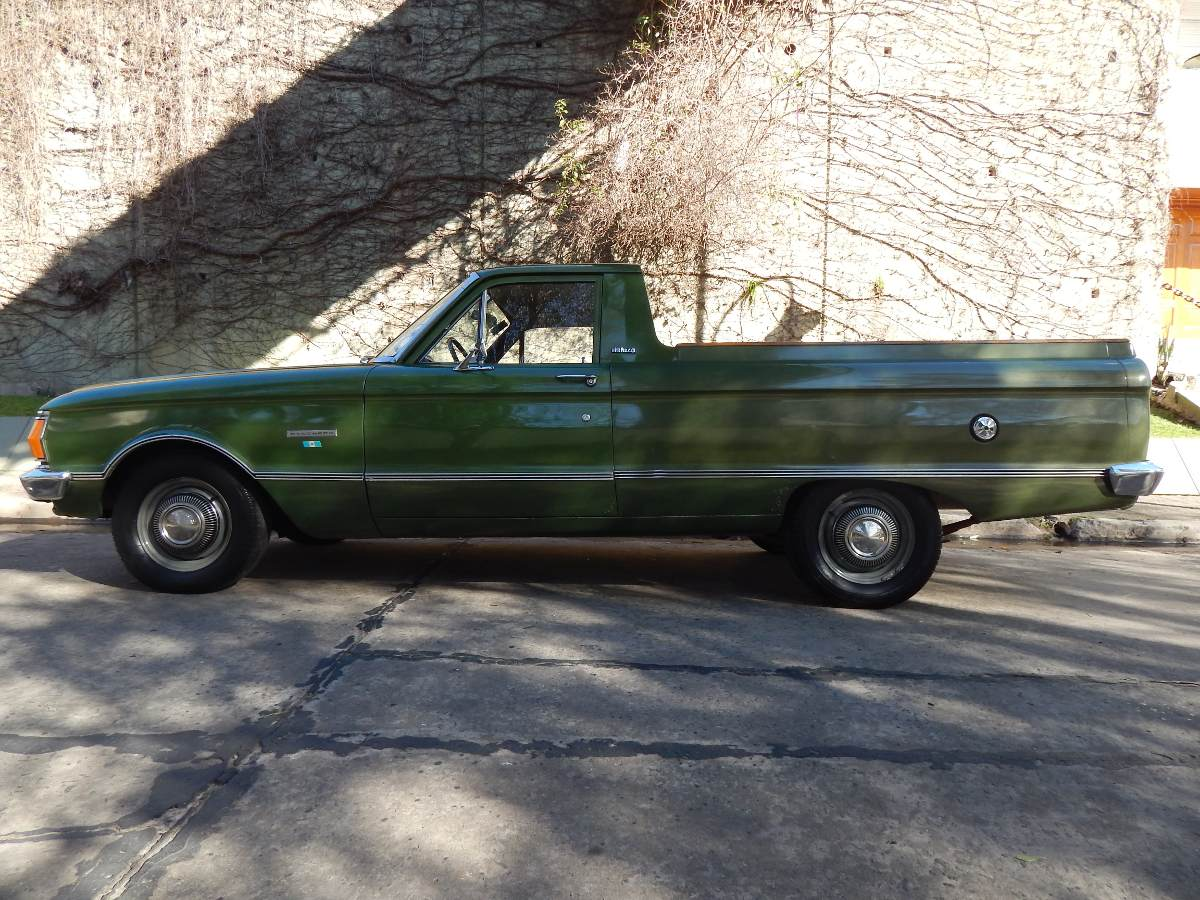
Ford Ranchero - profil

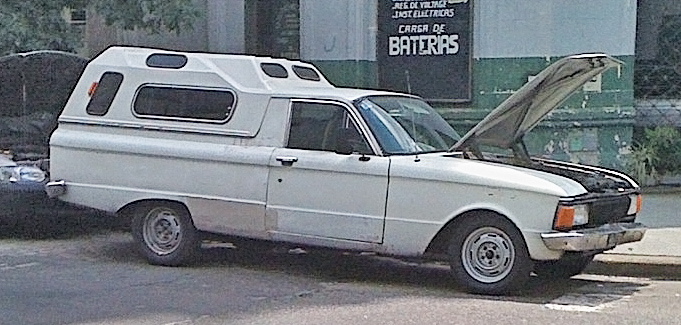
Ford Ranchero po ostatnim liftingu

W 1962 roku, razem z prezentacją lokalnej odmiany osobowego modelu Falcon, argentyński oddział Forda przedstawił także zmodyfikowanego na potrzeby tego rynku pickupa Ranchero będącego opartego na bazie północnoamerykańskiej odmiany tego modelu z lat 1960 – 1966.

### Restylizacje
Podobnie jak pokrewny Falcon, argentyński Ford Ranchero produkowany był przez 29 lat przechodząc przez ten czas sześć restylizacji, na czele z największą w 1973 roku. Przyniosła ona zmianę wyglądu pasa przedniego, wprowadzając prostokątne reflektory i inny kształt błotników. Produkcja argentyńskiego Ranchero zakończyła się w 1991 roku.

### Silniki
- L4 2.3l OHC Pinto
- L4 2.4l VM Diesel
- L6 2.7l 170
- L6 3.0l 187
- L6 3.6l 221